# Campionati mondiali di pugilato dilettanti 1997
I Campionati mondiali di pugilato dilettanti del 1997 (AIBA World Boxing Championships) si sono tenuti a Budapest, in Ungheria, dall'8 al 26 ottobre.

## Risultati

### Pesi Minimosca
| Medaglia | Atleta        | Paese      |  |
| -------- | ------------- | ---------- |  |
|          | Maikro Romero | Cuba       |  |
|          | Roel Velasco  | Filippine  |  |
|          | Rudolf Dydi   | Slovacchia |  |
|          | Daniel Petrov | Bulgaria   |  |

### Pesi Mosca
| Medaglia | Atleta              | Paese      |  |
| -------- | ------------------- | ---------- |  |
|          | Manuel Mantilla     | Cuba       |  |
|          | Ilfat Riazapov      | Russia     |  |
|          | Omar Andrés Narváez | Argentina  |  |
|          | Bulat Jumadilov     | Kazakistan |  |

### Pesi Gallo
| Medaglia | Atleta              | Paese   |  |
| -------- | ------------------- | ------- |  |
|          | Raimkul Malakhbekov | Russia  |  |
|          | Waldemar Font       | Cuba    |  |
|          | Soner Karagöz       | Turchia |  |
|          | Aram Ramazyan       | Armenia |  |

### Pesi Piuma
| Medaglia | Atleta           | Paese    |  |
| -------- | ---------------- | -------- |  |
|          | István Kovács    | Ungheria |  |
|          | Falk Huste       | Germania |  |
|          | Sayan Sanchat    | Russia   |  |
|          | Rusinelson Hardy | Cuba     |  |

### Pesi Leggeri
| Medaglia | Atleta               | Paese         |  |
| -------- | -------------------- | ------------- |  |
|          | Aleksandr Maletin    | Russia        |  |
|          | Tumentsetseg Uitumen | Mongolia      |  |
|          | Koba Gogoladze       | Georgia       |  |
|          | Shin Eun-Chul        | Corea del Sud |  |

### Pesi Superleggeri
| Medaglia | Atleta          | Paese     |  |
| -------- | --------------- | --------- |  |
|          | Dorel Simion    | Romania   |  |
|          | Paata Gvasalia  | Russia    |  |
|          | Tonton Semakala | Svezia    |  |
|          | Lukáš Konecný   | Rep. Ceca |  |

### Pesi Welter
| Medaglia | Atleta                | Paese   |  |
| -------- | --------------------- | ------- |  |
|          | Oleg Saitov           | Russia  |  |
|          | Sergiy Dzindziruk     | Ucraina |  |
|          | Juan Hernández Sierra | Cuba    |  |
|          | Marian Simion         | Romania |  |

### Pesi Superwelter
| Medaglia | Atleta             | Paese      |  |
| -------- | ------------------ | ---------- |  |
|          | Alfredo Duvergel   | Cuba       |  |
|          | Yermakhan Ibraimov | Kazakistan |  |
|          | Ercüment Aslan     | Turchia    |  |
|          | Adrian Diaconu     | Romania    |  |

### Pesi Medi
| Medaglia | Atleta          | Paese    |  |
| -------- | --------------- | -------- |  |
|          | Zsolt Erdei     | Ungheria |  |
|          | Ariel Hernández | Cuba     |  |
|          | Dirk Eigenbrodt | Germania |  |
|          | Jean-Paul Mendy | Francia  |  |

### Pesi Mediomassimi
| Medaglia | Atleta            | Paese   |  |
| -------- | ----------------- | ------- |  |
|          | Aleksandr Lebziak | Russia  |  |
|          | Frédéric Serrat   | Francia |  |
|          | Isael Alvarez     | Cuba    |  |
|          | Stephen Kirk      | Irlanda |  |

### Pesi Massimi
| Medaglia | Atleta             | Paese     |  |
| -------- | ------------------ | --------- |  |
|          | Félix Savón        | Cuba      |  |
|          | Mike Hanke         | Germania  |  |
|          | Tue Bjørn Thomsen  | Danimarca |  |
|          | Giacobbe Fragomeni | Italia    |  |

### Pesi Supermassimi
| Medaglia | Atleta            | Paese       |  |
| -------- | ----------------- | ----------- |  |
|          | Georgi Kandelaki  | Georgia     |  |
|          | Alexis Rubalcaba  | Cuba        |  |
|          | Sergei Liakhovich | Bielorussia |  |
|          | Paolo Vidoz       | Italia      |  |

## Medagliere
| Posizione | Nazione       |    |    |    | Totale |
| 1         | Cuba          | 4  | 3  | 3  | 10     |
| 2         | Russia        | 4  | 2  | 1  | 7      |
| 3         | Ungheria      | 2  | 0  | 0  | 2      |
| 4         | Romania       | 1  | 0  | 3  | 4      |
| 5         | Georgia       | 1  | 0  | 1  | 2      |
| 6         | Germania      | 0  | 2  | 1  | 3      |
| 7         | Francia       | 0  | 1  | 1  | 2      |
| 7         | Kazakistan    | 0  | 1  | 1  | 2      |
| 9         | Filippine     | 0  | 1  | 0  | 1      |
| 9         | Mongolia      | 0  | 1  | 0  | 1      |
| 9         | Ucraina       | 0  | 1  | 0  | 1      |
| 12        | Italia        | 0  | 0  | 2  | 2      |
| 12        | Rep. Ceca     | 0  | 0  | 2  | 2      |
| 12        | Turchia       | 0  | 0  | 2  | 2      |
| 15        | Argentina     | 0  | 0  | 1  | 1      |
| 15        | Armenia       | 0  | 0  | 1  | 1      |
| 15        | Bielorussia   | 0  | 0  | 1  | 1      |
| 15        | Danimarca     | 0  | 0  | 1  | 1      |
| 15        | Irlanda       | 0  | 0  | 1  | 1      |
| 15        | Corea del Sud | 0  | 0  | 1  | 1      |
| 15        | Svezia        | 0  | 0  | 1  | 1      |
| Totale    | Totale        | 12 | 12 | 24 | 48     |